# 아이와
아이와 주식회사(영어: The Aiwa Corporation, 일본어: アイワ株式会社)는 일본의 음향 전자기기 전문회사로 1951년 아이큐전기산업주식회사(일본어: 愛興電機産業株式會社)로 설립하였다. 1959년 현재의 상호로 변경하였다. 1964년에는 일본 최초의 카세트 테이프리코더를 제작하였으며 1969년부터는 소니와 제휴하였다. 2002년 소니에 인수되어 자회사가 되었다가 이후 브랜드명으로 변경되었다. 2006년 소멸되다시피한 브랜드를 미국 시카고 소재 Hale Devices, Inc에서 인수하였다. 2015년 Hale devices에서 분리되어서 독립회사가 되었다. 현재는 미국 기업이다.

## 같이 보기
- 아카이 (기업)